# هیروتو یوکیه
هیروتو یوکیه (ژاپنی: 雪江 悠人؛ زادهٔ ۹ ژوئن ۱۹۹۶) یک بازیکن فوتبال اهل ژاپن است.
از باشگاه‌هایی که در آن بازی کرده‌است می‌توان به باشگاه فوتبال فوکوشیما یونایتد اشاره کرد.